# Dariusz Stolarski
Dariusz Stolarski (ur. 1965, zm. 16/17 października 1993 w Płocku) – polski działacz opozycji antykomunistycznej okresu PRL, członek Federacji Młodzieży Walczącej (FMW) i Konfederacji Polski Niepodległej (KPN).

## Działalność
Jako nastolatek związany był z podziemną „Solidarnością”, w latach 80. XX wieku był natomiast współtwórcą i liderem płockiej Federacji Młodzieży Walczącej. Angażował się w tym okresie w kolportaż prasy podziemnej, a także malowanie na murach haseł opozycyjnych. Aresztowany w marcu 1986 r. przebywał w areszcie przy ul. Rakowieckiej w Warszawie. Następnie ponownie zaangażowany w redakcję i kolportaż wydawnictw podziemnych.
Od 1990 r. był dyrektorem biura Konfederacji Polski Niepodległej w Płocku, a po wyborach parlamentarnych w 1991 r., został dyrektorem biura poselskiego Michała Tokarzewskiego. Zmarł w niewyjaśnionych okolicznościach 16/17 października 1993 r., wkrótce po uzyskaniu dokumentów wskazujących na finansowanie partii postkomunistycznej ze środków Petrochemii Płock, które później zaginęły. Oficjalnie podana przyczyna śmierci była kwestionowana ze względu na dobrą kondycję działacza.

## Upamiętnienie
W 2009 r. prezydent RP Lech Kaczyński odznaczył pośmiertnie Dariusza Stolarskiego Krzyżem Oficerskim Orderu Odrodzenia Polski. W tym samym roku w Płocku przy ul. Stary Rynek 27 została odsłonięta tablica upamiętniająca postać Dariusza Stolarskiego. 
W 2013 r. odbyły się uroczyste obchody 20. rocznicy śmierci Dariusza Stolarskiego. Patronat honorowy nad obchodami objęli między innymi: biskup płocki Piotr Libera, prezydent miasta Płocka Andrzej Nowakowski, prezydent miasta Kutna Zbigniew Burzyński, przewodniczący płockiej rady miasta Artur Jaroszewski, przewodniczący regionu płockiego NSZZ „Solidarność” Wojciech Kępczyński, dr Łukasz Kamiński – jako przedstawiciel IPN, opozycjoniści Zbigniew i Zofia Romaszewscy oraz rodzice Dariusza Stolarskiego. W ramach obchodów odbyła się między innymi konferencja naukowa „Darek Stolarski - 20 rocznica śmieci Lidera Młodzieży Niepokornej, FMW - 30 rocznica powstania” w auli płockiego ratusza. 